# Таптанай
Таптана́й (рос. Таптанай) — село у складі Дульдургинського району Забайкальського краю, Росія. Адміністративний центр Таптанайського сільського поселення.

## Населення
Населення — 794 особи (2010; 840 у 2002).
Національний склад (станом на 2002 рік):
- буряти — 83 %